# Ligia malleata
Ligia malleata är en kräftdjursart som beskrevs av Pfeffer 1889. Ligia malleata ingår i släktet Ligia och familjen gisselgråsuggor. Inga underarter finns listade i Catalogue of Life.